# Dominicaanse Republiek op de Olympische Zomerspelen 1996
De Dominicaanse Republiek nam deel aan de Olympische Zomerspelen 1996 in Atlanta, Verenigde Staten. Net zoals de vorige edities werden er geen medailles gewonnen.

## Deelnemers en resultaten

### Atletiek
| Olympiër       | Onderdeel        | Resultaat | Prestatie                           |
| -------------- | ---------------- | --------- | ----------------------------------- |
| Alberto Mendez | 100m (m)         | 69e       | serie 8: 6e in 10,60                |
| Julio Luciano  | hoogspringen (m) | 25e       | kwalificatie groep A: 12e met 2,20m |
|                |                  |           |                                     |
| Juana Arrendel | hoogspringen (v) | 27e       | kwalificatie groep A: 12e met 1,80m |

### Boksen
| Olympiër            | Onderdeel | Resultaat | Prestatie                                                          |
| ------------------- | --------- | --------- | ------------------------------------------------------------------ |
| Joan Guzmán         | -51kg (m) | 17e       | 1e ronde: V van ARG Narváez: 4-9                                   |
| John Nolasco        | -54kg (m) | 9e        | 1e ronde: W van MRI Naraina: 18-14 2e ronde: V van MAR Nafil: 6-18 |
| Victoriano Damian   | -60kg (m) | 17e       | 1e ronde: V van MGL Uitumen: 1-7                                   |
| Rogelio Martínez    | -67kg (m) | 17e       | 1e ronde: V van DEN Al: scheidsrechterlijke beslissing             |
| César Augusto Ramoz | -81kg (m) | 17e       | 1e ronde: V van RSA Botes: 11-16                                   |

### Gewichtheffen
| Olympiër         | Onderdeel | Resultaat | Prestatie                                                  |
| ---------------- | --------- | --------- | ---------------------------------------------------------- |
| Alfonso Grullart | -64kg (m) | 30e       | trekken: 29e met 115kg stoten: 29e met 145kg totaal: 260kg |

### Judo
| Olympiër               | Onderdeel | Resultaat | Prestatie                                                                                         |
| ---------------------- | --------- | --------- | ------------------------------------------------------------------------------------------------- |
| Francis Figuereo       | -65kg (m) | 13e       | 1e ronde: V van GER Quellmalz herkansingen: V van CUB Hernández                                   |
| José Augusto Geraldino | +95kg (m) | 21e       | 1e ronde: V van BRA Flexa                                                                         |
|                        |           |           |                                                                                                   |
| Dulce Piña             | -66kg (v) | 9e        | 1e ronde: vrij 2e ronde: W van MRI Cherry kwartfinale: V van KOR Cho herkansingen: V van CHN Wang |

### Tafeltennis
| Olympiër     | Onderdeel     | Resultaat | Prestatie                                                                       |
| ------------ | ------------- | --------- | ------------------------------------------------------------------------------- |
| Blanca Alejo | enkelspel (v) | 49e       | groep H: 4e V van JPN Koyama: 0-2 V van RUS Palina: 0-2 V van CZE Dobešová: 0-2 |

### Tennis
| Olympiër     | Onderdeel     | Resultaat | Prestatie                            |
| ------------ | ------------- | --------- | ------------------------------------ |
| Joëlle Schad | enkelspel (v) | 33e       | 1e ronde: V van SUI Hingis: 0-6, 1-6 |

### Worstelen
| Olympiër        | Onderdeel      | Resultaat      | Prestatie                                                                                                |
| Grieks-Romeins  | Grieks-Romeins | Grieks-Romeins | Grieks-Romeins                                                                                           |
| --------------- | -------------- | -------------- | --- |
| Ulises Valentin | -52kg (m)      | 13e            | 1e ronde: V van BLR Akhmedov: 0-11 2e ronde: W van PER Basaldua: 14-1 3e ronde: V van POL Jabłoński: 0-3 |

Afghanistan · Albanië · Algerije · Amerikaanse Maagdeneilanden · Amerikaans-Samoa · Andorra · Angola · Antigua‑Barbuda · Argentinië · Armenië · Aruba · Australië · Azerbeidzjan · Bahama's · Bahrein · Bangladesh · Barbados · België · Belize · Benin · Bermuda · Bhutan · Bolivia · Bosnië en Herzegovina · Botswana · Brazilië · Britse Maagdeneilanden · Brunei · Bulgarije · Burkina Faso · Burundi · Cambodja · Canada · Centraal-Afrikaanse Republiek · Chili · China · Chinees Taipei · Colombia · Comoren · Congo-Brazzaville · Cookeilanden · Costa Rica · Cuba · Cyprus · Denemarken · Djibouti · Dominica · Dominicaanse Republiek · Duitsland · Ecuador · Egypte · El Salvador · Equatoriaal-Guinea · Estland · Ethiopië · Fiji · Filipijnen · Finland · Frankrijk · Gabon · Gambia · Georgië · Ghana · Grenada · Griekenland · Groot-Brittannië · Guam · Guatemala · Guinee · Guinee-Bissau · Guyana · Haïti · Honduras · Hongarije · Hongkong · Ierland · IJsland · India · Indonesië · Irak · Iran · Israël · Italië · Ivoorkust · Jamaica · Japan · Jemen · Joegoslavië · Jordanië · Kaaimaneilanden · Kaapverdië · Kameroen · Kazachstan · Kenia · Kirgizië · Koeweit · Kroatië · Laos · Lesotho · Letland · Libanon · Liberia · Libië · Liechtenstein · Litouwen · Luxemburg ·  Macedonië · Madagaskar · Malawi · Malediven · Maleisië · Mali · Malta · Marokko · Mauritanië · Mauritius · Mexico · Moldavië · Monaco · Mongolië · Mozambique · Myanmar · Namibië · Nauru · Nederland · Nederlandse Antillen · Nepal · Nicaragua · Nieuw-Zeeland · Niger · Nigeria · Noord-Korea · Noorwegen · Oeganda · Oekraïne · Oezbekistan · Oman · Oostenrijk · Pakistan · Palestina · Panama · Papoea-Nieuw-Guinea · Paraguay · Peru · Polen · Portugal · Puerto Rico · Qatar · Roemenië · Rusland · Rwanda · Saint Kitts en Nevis · Saint Lucia · Saint Vincent en Grenadines · Salomonseilanden · Samoa · San Marino · Sao Tomé en Principe · Saoedi-Arabië · Senegal · Seychellen · Sierra Leone · Singapore · Slovenië · Slowakije · Soedan · Somalië · Spanje · Sri Lanka · Suriname · Swaziland · Syrië · Tadzjikistan · Tanzania · Thailand · Togo · Tonga · Trinidad en Tobago · Tsjaad · Tsjechië · Tunesië · Turkije · Turkmenistan · Uruguay · Vanuatu · Venezuela · Verenigde Arabische Emiraten · Verenigde Staten · Vietnam · Wit-Rusland · Zaïre · Zambia · Zimbabwe · Zuid-Afrika · Zuid-Korea · Zweden · Zwitserland